# Phostria metalobalis
Phostria metalobalis là một loài bướm đêm trong họ Crambidae.